# Megalosphecia callosoma
Megalosphecia callosoma là một loài bướm đêm thuộc họ Sesiidae. Nó được tìm thấy ở Zambia.